# Llop algonquí
El llop algonquí (Canis lupus lycaon) és una subespècie del llop (Canis lupus)
present a Nord-amèrica: abans s'estenia a l'àrea compresa entre Florida i Minnesota, però avui dia es troba principalment al voltant dels Grans Llacs de Nord-amèrica, el sud-est d'Ontario i el sud-oest del Quebec.
Presenta una gran varietat de colors (des del blanc al gris i des del marró al negre) i mostra sovint un morro de color marró vermellós. Acostuma a pesar entre 22,5 i 45 kg (el mascle adult mitjà en fa 34 i la femella 27). Fa entre 64 i 92 cm d'alçària.
A l'hivern es nodreix principalment d'animals grossos, com ara cèrvids, ants i caribús. A altres èpoques de l'any hi afegeix rosegadors i peixos.
El coit ocorre a final de l'hivern quan la parella alfa de la llopada s'aparellen, i, dos mesos després, la femella pareix una ventrada de 5–6 cadells. Són sords i cecs i pesen, si fa no fa, una lliura cadascun. Al cap de dues setmanes comencen a veure, mentre que el sentit de l'oïda no el tenen desenvolupat fins a la tercera setmana. Després de sis setmanes, ja són alimentats amb menjar sòlid regurgitat pels adults i, cap a finals de l'estiu, els cadells ja poden seguir la llopada en les seves activitats.
Les activitats humanes són la seva principal amenaça. Va estar a la vora de l'extinció als Estats Units a principi del segle xx i, avui dia, només sobreviu en el 3% de l'hàbitat original que ocupava en aquest país. Minnesota és l'únic estat on no es troba en perill d'extinció.